# Sidi Hajjaj
Sidi Hajjaj (in arabo : سيدي حجاج in italiano: San Hajjaj) è un comune rurale del Marocco. Il villaggio si trova nella provincia di Settat, nella regione di Casablanca-Settat.